# Croatia Open Umag
Il Croatia Open Umag è un torneo di tennis maschile facente parte del circuito ATP Tour 250 che si disputa annualmente dal 1990 sui campi in terra rossa di Umago, Croazia. Carlos Moyá è il giocatore che è riuscito ad aggiudicarsi più volte il torneo (cinque: 1996, 2001, 2002, 2003, 2007) e quello capace di vincerlo più volte consecutivamente. L'edizione del 2020 non viene disputata a causa della pandemia di COVID-19.

## Albo d'oro

### Singolare
| Anno | Vincitore                             | Finalista                             | Punteggio                             |
| ---- | ------------------------------------- | ------------------------------------- | ------------------------------------- |
| 2025 | Luciano Darderi                       | Carlos Taberner                       | 6–3, 6–3                              |
| 2024 | Francisco Cerúndolo                   | Lorenzo Musetti                       | 2–6, 6–4, 7–6(5)                      |
| 2023 | Alexei Popyrin                        | Stan Wawrinka                         | 6(5)–7, 6–3, 6–4                      |
| 2022 | Jannik Sinner                         | Carlos Alcaraz                        | 6(5)–7, 6–1, 6–1                      |
| 2021 | Carlos Alcaraz                        | Richard Gasquet                       | 6–2, 6–2                              |
| 2020 | Annullato per pandemia di Coronavirus | Annullato per pandemia di Coronavirus | Annullato per pandemia di Coronavirus |
| 2019 | Dušan Lajović                         | Attila Balázs                         | 7–5, 7–5                              |
| 2018 | Marco Cecchinato                      | Guido Pella                           | 6–2, 7–6(4)                           |
| 2017 | Andrej Rublëv                         | Paolo Lorenzi                         | 6–4, 6–2                              |
| 2016 | Fabio Fognini                         | Andrej Martin                         | 6–4, 6–1                              |
| 2015 | Dominic Thiem                         | João Sousa                            | 6–4, 6–1                              |
| 2014 | Pablo Cuevas                          | Tommy Robredo                         | 6–3, 6–4                              |
| 2013 | Tommy Robredo                         | Fabio Fognini                         | 6–0, 6–3                              |
| 2012 | Marin Čilić                           | Marcel Granollers                     | 6–4, 6–2                              |
| 2011 | Aleksandr Dolhopolov                  | Marin Čilić                           | 6–4, 3–6, 6–3                         |
| 2010 | Juan Carlos Ferrero                   | Potito Starace                        | 6–4, 6–4                              |
| 2009 | Nikolaj Davydenko                     | Juan Carlos Ferrero                   | 6–3, 6–0                              |
| 2008 | Fernando Verdasco                     | Igor' Andreev                         | 3–6, 6–4, 7–6(4)                      |
| 2007 | Carlos Moyá                           | Andrei Pavel                          | 6–4, 6–2                              |
| 2006 | Stan Wawrinka                         | Novak Đoković                         | 6–6 ritiro                            |
| 2005 | Guillermo Coria                       | Carlos Moyá                           | 6–2, 4–6, 6–2                         |
| 2004 | Guillermo Cañas                       | Filippo Volandri                      | 7–5, 6–3                              |
| 2003 | Carlos Moyá                           | Filippo Volandri                      | 6–4, 3–6, 7–5                         |
| 2002 | Carlos Moyá                           | David Ferrer                          | 6–3, 6–2                              |
| 2001 | Carlos Moyá                           | Jérôme Golmard                        | 6–4, 3–6, 7–6(1)                      |
| 2000 | Marcelo Ríos                          | Mariano Puerta                        | 7–6(1), 4–6, 6–3                      |
| 1999 | Magnus Norman                         | Jeff Tarango                          | 6–2, 6–4                              |
| 1998 | Bohdan Ulihrach                       | Magnus Norman                         | 6–3, 7–6(0)                           |
| 1997 | Félix Mantilla                        | Sergi Bruguera                        | 6–3, 7–5                              |
| 1996 | Carlos Moyá                           | Félix Mantilla                        | 6–0, 7–6(4)                           |
| 1995 | Thomas Muster                         | Carlos Costa                          | 3–6, 7–6(5), 6–4                      |
| 1994 | Alberto Berasategui                   | Karol Kučera                          | 6–2, 6–4                              |
| 1993 | Thomas Muster                         | Alberto Berasategui                   | 7–5, 3–6, 6–3                         |
| 1992 | Thomas Muster                         | Franco Davín                          | 6–1, 4–6, 6–4                         |
| 1991 | Dmitrij Poljakov                      | Javier Sánchez                        | 6–4, 6–4                              |
| 1990 | Goran Prpić                           | Goran Ivanišević                      | 6–3, 4–6, 6–4                         |

#### Vittorie per nazione
Aggiornato all'edizione 2023.
| Pos. | Nazione          | Vittorie |
| ---- | ---------------- | -------- |
| 1    | Spagna           | 11       |
| 2    | Austria          | 4        |
| 2    | Italia           | 4        |
| 4    | Argentina        | 3        |
| 5    | Russia           | 2        |
| 6    | Australia        | 1        |
| 6    | Cile             | 1        |
| 6    | Croazia          | 1        |
| 6    | Jugoslavia       | 1        |
| 6    | Rep. Ceca        | 1        |
| 6    | Serbia           | 1        |
| 6    | Svezia           | 1        |
| 6    | Svizzera         | 1        |
| 6    | Ucraina          | 1        |
| 6    | Unione Sovietica | 1        |
| 6    | Uruguay          | 1        |

### Doppio
| Anno | Vincitori                                 | Finalisti                             | Punteggio                             |
| ---- | ----------------------------------------- | ------------------------------------- | ------------------------------------- |
| 2025 | Romain Arneodo Manuel Guinard             | Patrik Trhac Marcus Willis            | 7–5, 7–6(2)                           |
| 2024 | Guido Andreozzi Miguel Ángel Reyes Varela | Manuel Guinard Grégoire Jacq          | 6–4, 6–2                              |
| 2023 | Blaž Rola Nino Serdarušić                 | Simone Bolelli Andrea Vavassori       | 4–6, 7–6(2), [15–13]                  |
| 2022 | Simone Bolelli Fabio Fognini              | Lloyd Glasspool Harri Heliövaara      | 5–7, 7–6(6), [10–7]                   |
| 2021 | Fernando Romboli David Vega Hernández     | Tomislav Brkić Nikola Ćaćić           | 6–3, 7–5                              |
| 2020 | Annullato per pandemia di Coronavirus     | Annullato per pandemia di Coronavirus | Annullato per pandemia di Coronavirus |
| 2019 | Robin Haase Philipp Oswald                | Oliver Marach Jürgen Melzer           | 7–5, 6(2)–7, [14–12]                  |
| 2018 | Robin Haase Matwé Middelkoop              | Roman Jebavý Jiří Veselý              | 6–4, 6–4                              |
| 2017 | Guillermo Durán Andrés Molteni            | Marin Draganja Tomislav Draganja      | 6–3, 6(4)–7, [10–6]                   |
| 2016 | Martin Kližan David Marrero               | Nikola Mektić Antonio Šančić          | 6–4, 6–2                              |
| 2015 | Máximo González André Sá                  | Mariusz Fyrstenberg Santiago González | 4–6, 6–3, [10–5]                      |
| 2014 | František Čermák Lukáš Rosol              | Dušan Lajović Franko Škugor           | 6–4, 7–6(5)                           |
| 2013 | Martin Kližan David Marrero               | Nicholas Monroe Simon Stadler         | 6–1, 5–7, [10–7]                      |
| 2012 | David Marrero Fernando Verdasco           | Marcel Granollers Marc López          | 6–3, 7–6(4)                           |
| 2011 | Simone Bolelli Fabio Fognini              | Marin Čilić Lovro Zovko               | 6–3, 5–7, [10–7]                      |
| 2010 | Leoš Friedl Filip Polášek                 | František Čermák Michal Mertiňák      | 6–3, 7–6(7)                           |
| 2009 | František Čermák Michal Mertiňák          | Johan Brunström Jean-Julien Rojer     | 6–4, 6–4                              |
| 2008 | Michal Mertiňák Petr Pála                 | Carlos Berlocq Fabio Fognini          | 2–6, 6–3, [10–5]                      |
| 2007 | Lukáš Dlouhý Michal Mertiňák              | Jaroslav Levinský David Škoch         | 6–1, 6–1                              |
| 2006 | Jaroslav Levinský David Škoch             | Guillermo García López Albert Portas  | 6–4, 6–4                              |
| 2005 | Jiří Novák Petr Pála                      | Michal Mertiňák David Škoch           | 6–3, 6–3                              |
| 2004 | José Acasuso Flávio Saretta               | Jaroslav Levinský David Škoch         | 4–6, 6–2, 6–4                         |
| 2003 | Álex López Morón Rafael Nadal             | Todd Perry Thomas Shimada             | 6–1, 6–3                              |
| 2002 | František Čermák Julian Knowle            | Albert Portas Fernando Vicente        | 6–4, 6–4                              |
| 2001 | Sergio Roitman Andrés Schneiter           | Ivan Ljubičić Lovro Zovko             | 6–2, 7–5                              |
| 2000 | Álex López Morón Albert Portas            | Ivan Ljubičić Lovro Zovko             | 6–1, 7–6(2)                           |
| 1999 | Mariano Puerta Javier Sánchez             | Massimo Bertolini Cristian Brandi     | 3–6, 6–2, 6–3                         |
| 1998 | Neil Broad Piet Norval                    | Jiří Novák David Rikl                 | 6–1, 3–6, 6–3                         |
| 1997 | Dinu Pescariu Davide Sanguinetti          | Dominik Hrbatý Karol Kučera           | 7–6, 6–4                              |
| 1996 | Pablo Albano Luis Lobo                    | Ģirts Dzelde Udo Plamberger           | 6–4, 6–1                              |
| 1995 | Luis Lobo Javier Sánchez                  | David Ekerot László Markovits         | 6–4, 6–0                              |
| 1994 | Diego Pérez Francisco Roig                | Karol Kučera Paul Wekesa              | 6–2, 6–4                              |
| 1993 | Filip Dewulf Tom Vanhoudt                 | Jordi Arrese Francisco Roig           | 6–4, 7–5                              |
| 1992 | David Prinosil Richard Vogel              | Sander Groen Lars Koslowski           | 6–3, 6–7, 7–6                         |
| 1991 | Gilad Bloom Javier Sánchez                | Richey Reneberg David Wheaton         | 7–6, 2–6, 6–1                         |
| 1990 | Vojtěch Flégl Daniel Vacek                | Andrej Čerkasov Andrej Ol'chovskij    | 6–4, 6–4                              |